# كريس كوي
كريس كوي (بالإنجليزية: Chris Coy)‏ مواليد 1 مايو 1986 في لويفيل، الولايات المتحدة، هو ممثل أمريكي بدأ مسيرته الفنية سنة 2007.

## الأعمال

### أفلام
- غرينبيرغ (2010)

### مسلسلات
| السنة | العمل                                  | الدور          |
| ----- | -------------------------------------- | -------------- |
| 2009  | نمبرز                                  |                |
| 2009  | مونك                                   |                |
| 2009  | أبناء الفوضى                           | أليكس فرانكلين |
| 2009  | سي اس آي: نيويورك                      | جو روس         |
| 2009  | دم حقيقي                               |                |
| 2010  | فلاش فورورد                            | روس ويبر       |
| 2010  | سي اس آي: التحقيق في موقع الجريمة      |                |
| 2011  | ذا منتاليست                            | فولي           |
| 2012  | القانون والنظام: الوحدة الخاصة للضحايا | بيتر           |
| 2012  | هاواي فايف أو                          |                |
| 2012  | كاسل                                   | زيكي           |
| 2014  | عقول إجرامية                           |                |
| 2014  | بونز                                   |                |
| 2014  | الموتى السائرون                        | مارتن          |
| 2015  | إن سي آي إس                            | ديفيس رايلي    |
| 2015  | بانشي                                  | كالفين بانكر   |
| 2017  | السلاح القاتل                          | دينو براند     |

## روابط خارجية
- كريس كوي على موقع IMDb (الإنجليزية)
- كريس كوي على موقع ألو سيني (الفرنسية)
- كريس كوي على موقع أول موفي (الإنجليزية)
- كريس كوي على موقع قاعدة بيانات الفيلم (الإنجليزية)